# EuroparlTV
Das EuroparlTV ist der offizielle Internet-TV-Sender des Europäischen Parlaments.
Ziel des Senders ist es, die Tätigkeit des Europäischen Parlaments dem Bürger näherzubringen und seine Arbeit transparent und verständlich zu machen, nicht zuletzt auch im Hinblick auf die Europawahl 2009. Zudem sollen durch das Medium Internet ausdrücklich junge Menschen angesprochen und interessiert werden. Das Programm wird – zum Teil als Voice-over, zum Teil mit Untertiteln – in 23 Sprachen angeboten, was eine weltweite Besonderheit darstellt.

## Betrieb
Der Sendebetrieb wurde am 17. September 2008 von EU-Parlamentspräsident Hans-Gert Pöttering gestartet. Mit dem Aufbau der Web-Plattform wurde das britische Unternehmen TwoFour Digital beauftragt, für die Inhalte ist die Brüsseler Firma Mostra zuständig. Finanziert wird der Sender aus dem Budget des Europäischen Parlaments, die Kosten werden mit neun Millionen Euro jährlich beziffert.

## Format
Zu sehen sind im EuroparlTV vier Programme, die folgendermaßen charakterisiert werden:
- Ihr Parlament wendet sich an Zuschauer mit einem speziellen Interesse an Politik auf EU-Ebene, z. B. sachkundige Bürger, Verbände, Sozialpartner, Lobbyisten, Akademiker sowie Mitarbeiter der EU-Institutionen.
- Ihre Stimme ist auf die Bedürfnisse der allgemeinen Öffentlichkeit zugeschnitten und bietet die Möglichkeit der Veröffentlichung von Zuschauerbeiträgen.
- Junges Europa richtet sich vorrangig an Kinder im schulpflichtigen Alter, sprich an Vielnutzer des Internets und die europäischen Wähler der Zukunft.
- Parlament LIVE bietet durchgehende Berichterstattung über Live-Veranstaltungen des Parlaments, insbesondere Plenartagungen, mit einem Link zu den audiovisuellen Archiven vorangegangener Tagungen sowie der Arbeit der Ausschüsse in den kommenden Monaten. Die Live-Übertragung wird nur im wmv-Format angeboten[3] und ist daher nur unter Windows und MacOS aber nicht unter Linux abrufbar.

Außerdem sollen archivierte Beiträge on demand abgerufen werden können.